# Dibrova, Monastîrîska
Dibrova (în ucraineană Діброва) este un sat în comuna Verbka din raionul Monastîrîska, regiunea Ternopil, Ucraina.

## Demografie
Componența lingvistică a localității Dibrova
     Ucraineană (99,44%)
     Alte limbi (0,56%)
Conform recensământului din 2001, majoritatea populației localității Dibrova era vorbitoare de ucraineană (99,44%), existând în minoritate și vorbitori de alte limbi.